# Monte Kailāsh
El monte Kailāsh es una montaña en la cadena Gangdisê (parte del Himalaya), en Tíbet. Allí se originan algunos de los ríos más largos de Asia como el Indo (que desagua en el mar Arábigo), el Sutlej (conocido como Shātadru o Sutudrī), el Ganges y el Brahmaputra (que desagua en el golfo de Bengala). La montaña se encuentra cerca del lago Mana Sarovar (‘lago de la mente’) y el lago Rakshas Tal. Es el único monte importante en todo el mundo que no tiene ningún intento conocido de ascensión, en deferencia a las creencias religiosas budistas e hindúes. Ha sido llamado "la montaña más sagrada de Asia".

## Nombres

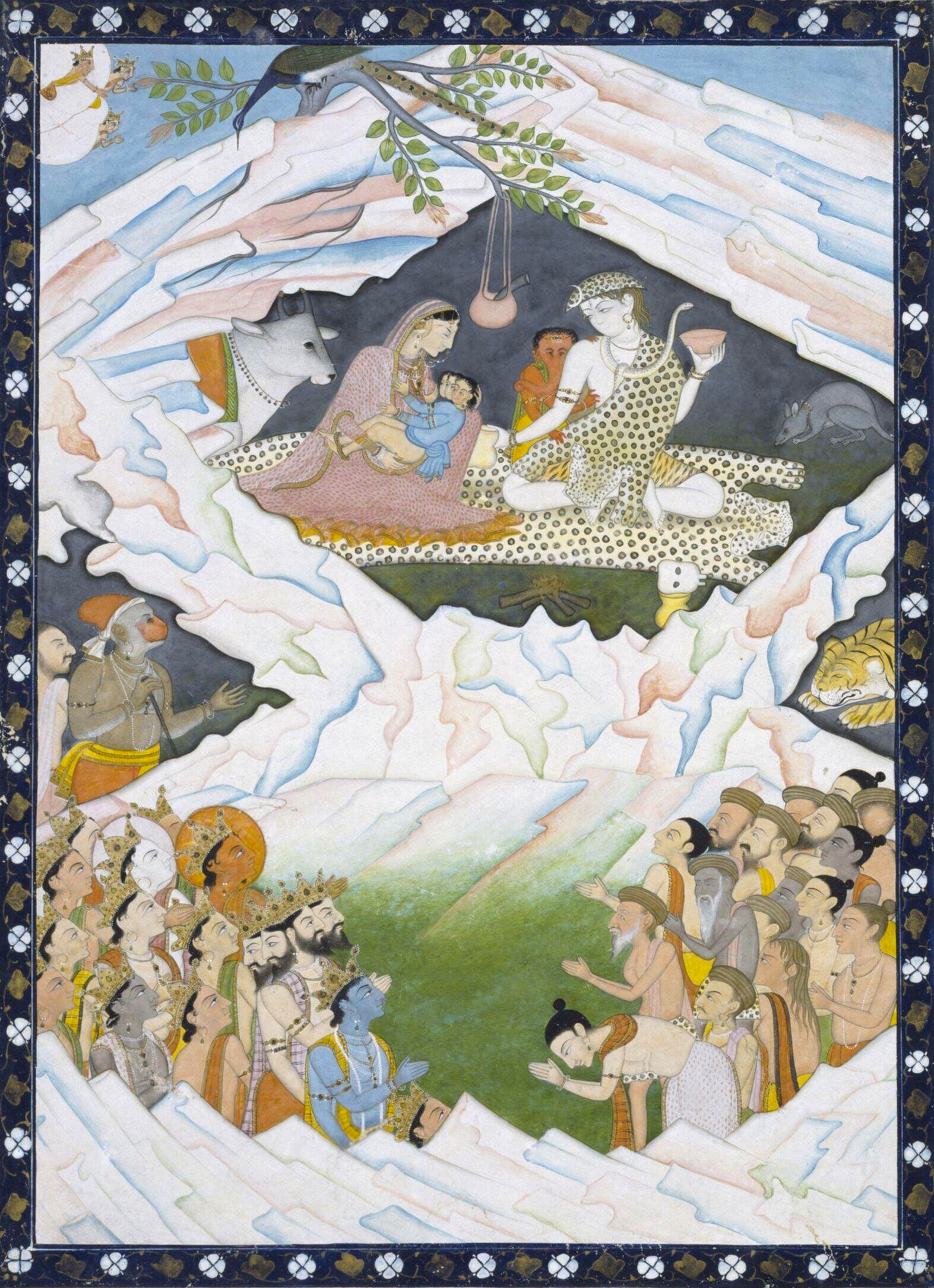
Una ilustración del signficado del monte Kailāsh en el hinduísmo. Están representados el dios Shiva, la diosa Párvati y el dios Ganesha.

La transcripción oficial tibetana es Kangrinboqê, en pinyin tibetano Kangrinboqê, en tibetano se llama Gang Rinpoche, གངས་རིན་པོ་ཆེ།. Según otros es Ghang Rimpoche o Khang Ripoche, que significa ‘preciosa joya de nieve’, en la transliteración Wylie Gangs Rin-po-che, en chino pinyin Gāngrénbōqí Fēng, en chino simplificado 冈仁波齐峰, en chino tradicional 岡仁波齊峰, en hindi, कैलाश पर्वत kailāśa parvata, monte Kailash). En los antiguos textos sánscrito el monte se llamaba Kailāsa o Kailās, términos que no tienen significado. Podría originarse del sánscrito kelāsa, que significa ‘cristal’. En textos jainistas: Ashtapada (‘ocho pies’). Otros nombres locales de la montaña son Tise Gangdise Shan.

### Nombres relacionados
- Kailāsa Nātha (señor del Kailás), nombre de Kúvera.
- Kailāsa Nikétana (que tiene su morada en el monte Kailásh), nombre del dios Śivá.
- Kailāsa Śikhara Vāsin (que vive en la cima del Kailāś), nombre de Śivá.
- Kailāsa Pati (líder del Kailás), nombre de Shivá.
- Kailāsaukas (que tiene su morada en el Kailáś), nombre de Kúbera.

## Significado religioso

### Hinduismo
De acuerdo con la mitología hindú, Shivá, el dios de la destrucción, reside en la cumbre de este legendario monte Kailāsh.
El Kailāsh es visto en algunos credos del hinduismo como el paraíso y último destino de las almas.

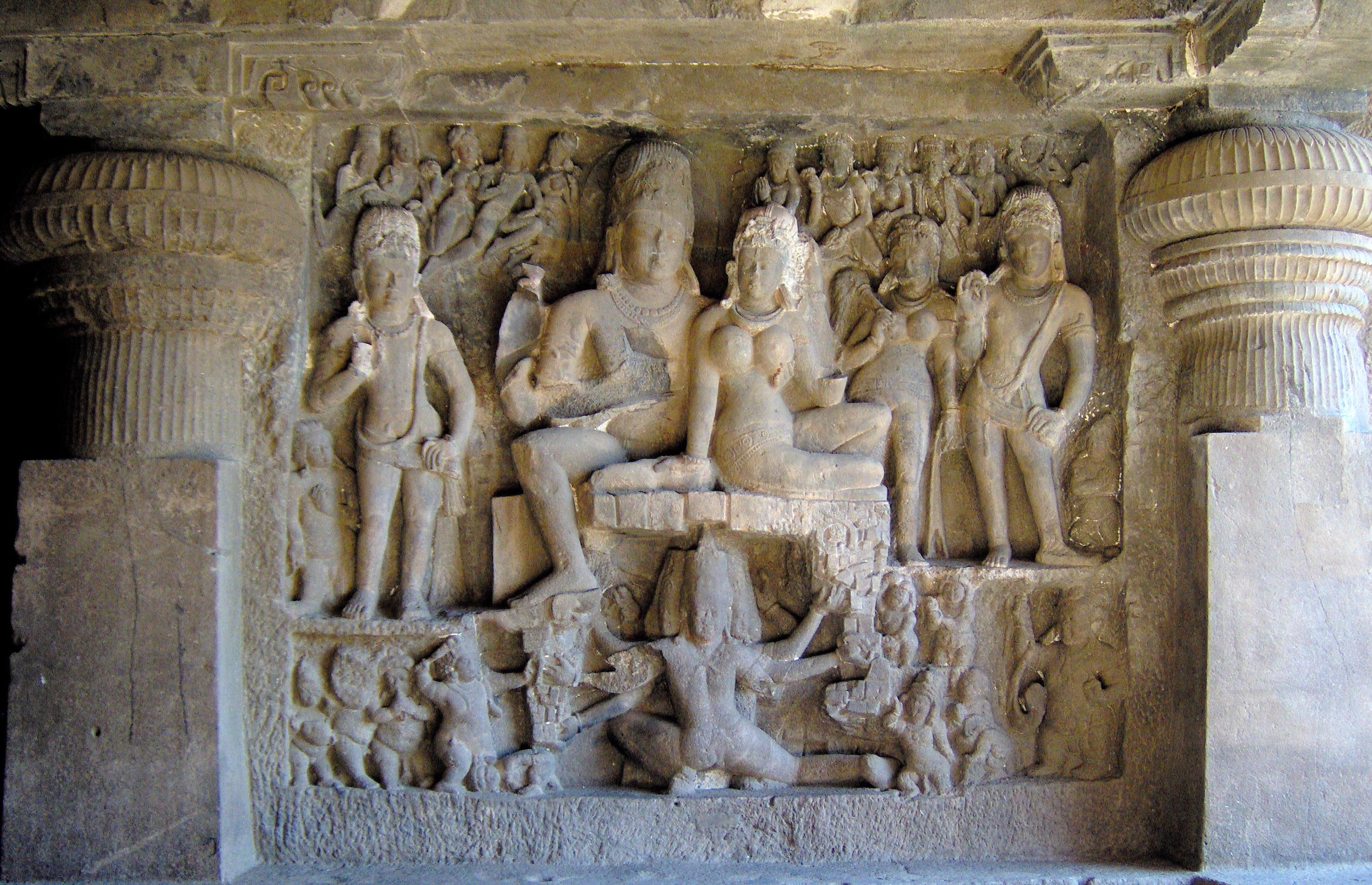
Un bajo relieve en Ellora (caverna 29, llamada Dhumar Lena) muestra al dios Shivá y a la diosa Párvati rodeados por sus ganas, mientras el demonio Ravana (debajo) trata de sacudir el monte Kailāsh.

La tradición afirma que la montaña es el linga (falo) del dios Shivá y el lago Mana Sarovar, situado en su valle, como la ioni (vulva) de su consorte Párvati.
Según la descripción de los Puranas, el monte Kailāsh es el pilar y centro del mándala del mundo.
Sus cuatro laderas están hechas de cristal, rubí, oro y lapislázuli.
Tiene 6 638 metros de altura.
Está situado en el corazón de seis cadenas montañosas, simbolizando un loto indio.
Entonces los cuatro ríos que fluyen desde el Kailāsh fluyen a los cuatro extremos del mundo y lo dividen en cuatro regiones.
El mayor y más importante templo en roca de las cuevas de Ellora (en Maharashtra, al occidente de la India) toma su nombre de este monte Kailāsh. Muchas de sus esculturas e imágenes en relieve representan episodios relativos a Shivá y Párvati, incluyendo el intento del demonio Ravana de sacudir el monte Kailāsh.

### Budismo
Los budistas tántricos creen que Kailāsh es el hogar del buda Demchok (también conocido como Demchog o Chakrasamvara), que representa la máxima dicha.
Se dice que Milarepa, campeón del budismo tántrico, llegó al Tíbet para retar a Naro-Bonchung, campeón de la religión Bön del Tíbet. Los dos magos se enzarzaron en una terrible batalla mágica, pero ninguno fue capaz de lograr una ventaja decisiva. Finalmente, se acordó que el que primero en lograr alcanzar la cima del Kailāsh sería el ganador. Mientras que Naro-Bonchung se sentó sobre su tambor mágico, elevándose sobre la cuesta, los partidarios de Milarepa se quedaron atónitos al ver que este se quedaba sentado y meditando.
Finalmente, cuando Naro-Bonchung casi había llegado a la cima, Milarepa entró de repente en acción y le adelantó montando en los rayos del sol, ganando por tanto la competición y llevando el budismo al Tíbet.

## Peregrinación al monte Kailāsh
Cada año, miles de personas realizan una peregrinación al monte Kailāsh, siguiendo una tradición que se remonta a varios siglos atrás. Los peregrinos de varias religiones creen que circunvalar el monte a pie es un ritual que genera buena fortuna.
Los hindúes y los budistas creen que esta circunvalación debe hacerse en la dirección de las manecillas del reloj, mientras que los jainistas y los bönpo lo hacen al revés. Ambos grupos creen firmemente que los demás ofenden a la montaña, por lo que deben ir un tiempo al infierno, para pagar ese pecado contra el Señor Śiva. El sendero alrededor del monte Kailāsh mide 52 km de longitud.

### En un solo día
Algunos peregrinos creen que —para que tenga el efecto auspicioso— toda la caminata se debe hacer en un solo día. Esto no es fácil: una persona en muy buen estado físico debería caminar unas 15 horas a paso normal para completar el recorrido de 52 km (a unos 3,5 km/h). Muchos devotos no logran cumplir esta hazaña, frenados por el terreno disparejo y el mal de altura.

### Reverencias postradas

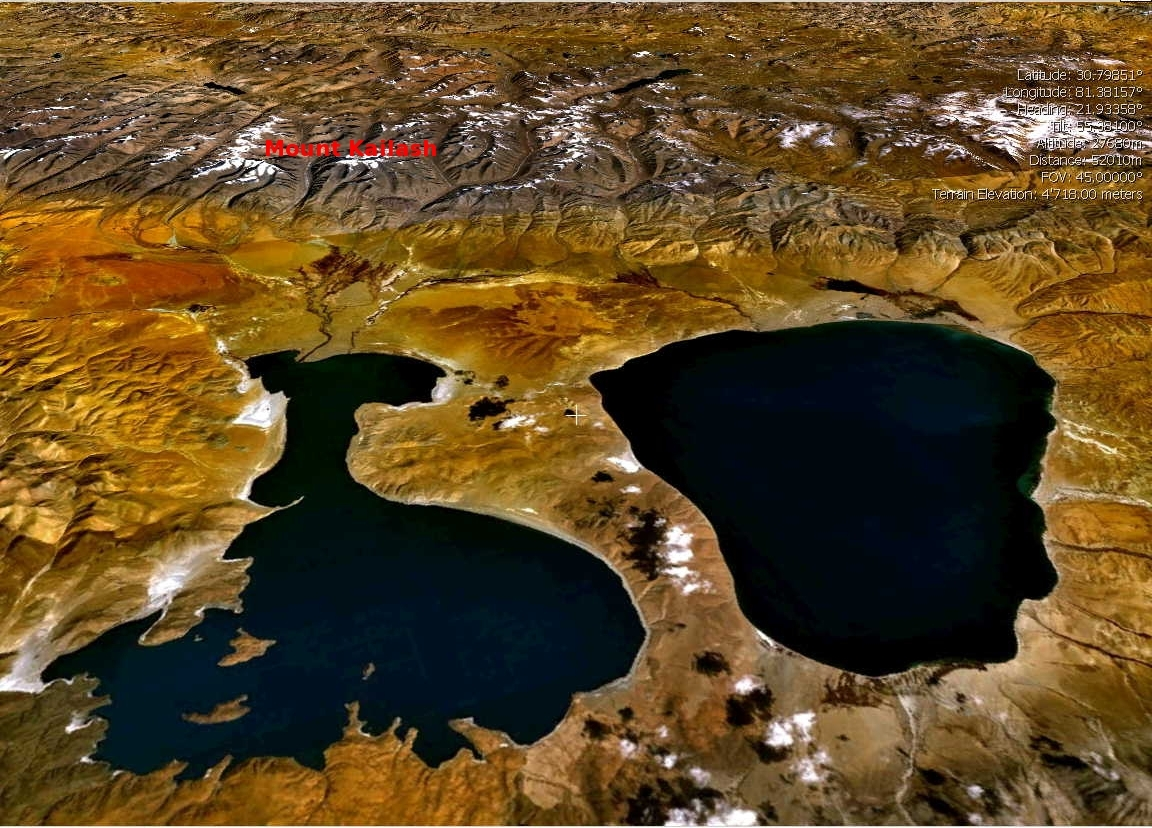
Foto de satélite del monte Kailāsh (atrás, ligeramente a la izquierda) con los lagos Mana Sarowar (derecha) y Rakshas Tal (izquierda).

Otros peregrinos, más austeros, realizan un sacrificio mucho más intenso: realizan toda la circunvalación realizando postraciones: en pocos segundos el peregrino se acuesta sobre su vientre con los brazos estirados hacia adelante, recita un corto mantra (como om namah śivāya), hace una marca en el piso con los dedos (o dejando una piedra), se levanta sobre sus rodillas y camina en cuatro patas (sobre las manos y las rodillas) hasta tocar la marca con los pies (o recoger la piedra), y repite todo el proceso.

### Pecado pisar
De acuerdo con todas las religiones que reverencian la montaña, pisar las laderas del monte es un pecado. Los lugareños dicen que los «demonios» que se han aventurado a ofender al Señor Śivá de esta manera han muerto todos en el intento.
Cuando la República Popular China invadió Tíbet en 1950, todo el país fue cerrado al mundo exterior, y cesaron las peregrinaciones. Sin embargo, cuando mejoraron las relaciones entre China y la India en 1979, China permitió que se reanudaran las peregrinaciones al monte Kailāsh.

Los peregrinos viajan por tierra desde Katmandú (capital de Nepal), también desde Lhasa (capital de Tíbet), desde donde hay vuelos desde Katmandú. Y cruzan Tíbet (con permiso del gobierno chino) y viajan por la gran altiplanicie tibetana (de 3000 a 5000 m de altitud) en camionetas con tracción en las cuatro ruedas (ya que no hay carreteras). Es un largo viaje (acampando cuatro noches) hasta llegar a un sitio llamado Tarchen (a 4600 m). Se dice que este nombre es una deformación del sánscrito dárśan: ‘vista, visión’.

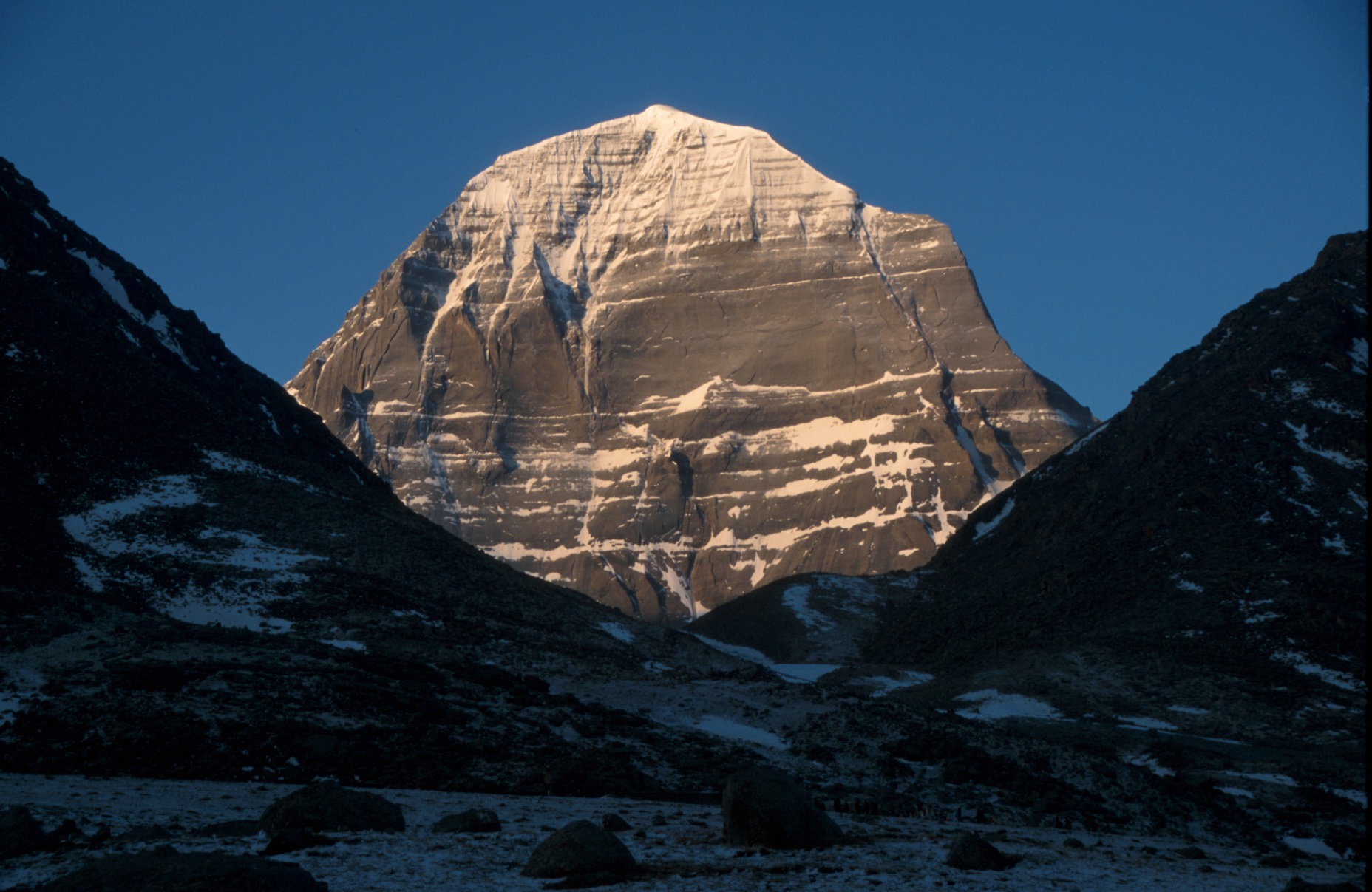
El monte Kailāsh en verano.

Con la camioneta se puede realizar el parikrama (‘peregrinación’ o circunvalación) del lago Mana Sarovar (de agua dulce, 56 km de perímetro, de aproximadamente 320 km², con una circunferencia de aproximadamente 88 km y una profundidad de 90 m en algunos puntos), visitando varios gomphas —destruidos durante la Revolución cultural china—, que actualmente los budistas están restaurando de a poco. Sin embargo no hay ningún templo hindú en la zona. El monte se encuentra en un área particularmente remota e inhóspita de los Himalayas tibetanos.
El parikrama del legendario monte —llamado «monte sagrado»— forma parte del recorrido turístico oficial. Se debe hacer a pie o sobre un poni. Toma tres días de caminata, comenzando desde una altura de unos 4600 m, cruzando el paso Dolma (5800 m). Acampando dos noches, cerca del arroyo Dirapuk Gompa (dos o tres km antes del paso), y segundo día después de cruzar el paso y llegando lo más lejos posible, bajando las colinas (viendo el lago Gaurī Kund a la distancia). Estas peregrinaciones se llevan a cabo desde junio (aunque todavía sigue nevando). Existen unas pocas comodidades modernas, como asientos, sitios de descanso. Algunas personas emprendedoras han instalado puestos de venta de agua potable, té caliente y algunos comestibles.

## Otros usos del término

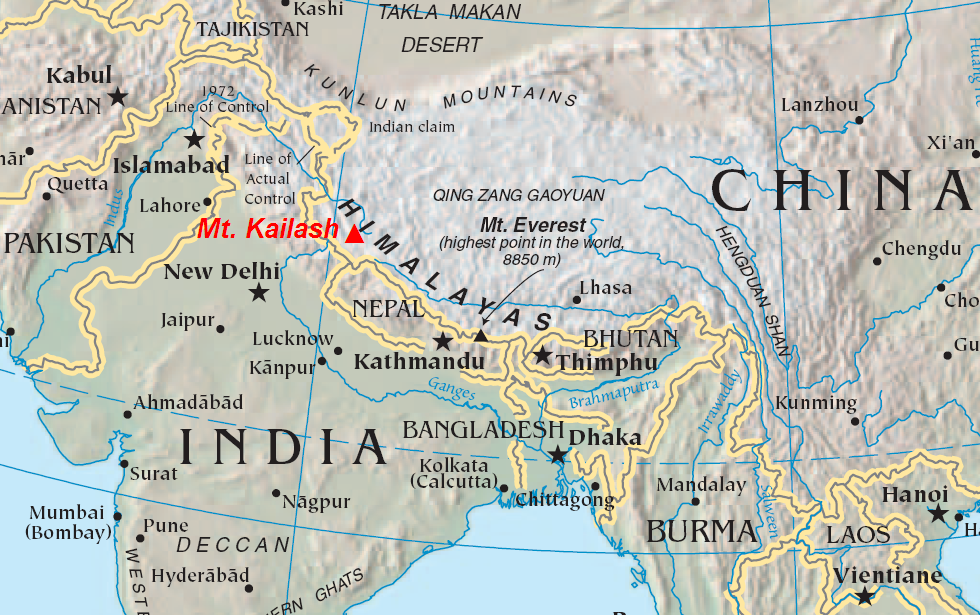
Mapa que muestra la ubicación del monte Kailāsh.